# Suffer
Suffer – trzecia pełna płyta (piąta w ogóle) punkrockowej grupy Bad Religion. Została ona wydana w roku 1988. To pierwszy album po trzyletniej przerwie, spowodowanej rozpadem zespołu. To także pierwszy studyjny krążek, na której rolę gitarzysty pełni Greg Hetson (pomijając EPkę Back to the Known).
Album doczekał się reedycji w zremasterowanej wersji w roku 2004.

## Lista utworów
1. "You Are (The Government)"
2. "1000 More Fools"
3. "How Much Is Enough?"
4. "When?"
5. "Give You Nothing"
6. "Land of Competition"
7. "Forbidden Beat"
8. "Best for You"
9. "Suffer"
10. "Delirium of Disorder"
11. "Part II (The Numbers Game)"
12. "What Can You Do?"
13. "Do What You Want"
14. "Part IV (The Index Fossil)"
15. "Pessimistic Lines"

## Twórcy
- Greg Graffin - śpiew
- Mr. Brett – gitara
- Greg Hetson – gitara
- Jay Bentley - gitara basowa
- Pete Finestone - perkusja